# هات‌دیکن
هات‌دیکن (به هلندی: Houtdijken) یک منطقهٔ مسکونی در هلند است که در ووردن واقع شده‌است. هات‌دیکن ۵۰ نفر جمعیت دارد.